# Macintosh II-familie
De Macintosh II is een serie computers die ontworpen, gefabriceerd en verkocht werd door Apple Computer, Inc. van 1987 tot 1993. De Macintosh II was het eerste model en was in die tijd het topmodel van de Macintosh-lijn. In de loop van de volgende zes jaar werden er nog zeven modellen geproduceerd, met als laatste in de rij de kortstondige IIvi en IIvx. Bij de overschakeling naar Motorola 68040-processoren werd de Macintosh II opgevolgd door de Centris- en Quadra-lijnen.

## Ontwerp
In tegenstelling tot eerdere Macintosh-modellen, die ontworpen waren als alles-in-één-desktopcomputers, zijn de Macintosh II-modellen modulaire systemen die geen ingebouwde monitor hebben en gemakkelijk uitbreidbaar zijn. Van bij de lancering in 1987 tot de introductie van de op de Motorola 68040 gebaseerde Quadra-reeks in 1991 was de Macintosh II-serie  de high-end lijn van Apple.
Uitbreidingen werden mogelijk gemaakt onder de vorm van NuBus-kaarten. Dit werd gedurende bijna tien jaar de standaard uitbreidingsbus voor de hele Macintosh-lijn. De Macintosh II was het eerste model dat officieel kleurenschermen ondersteunde en de eerste (afgezien van de Macintosh XL) die een schermresolutie van meer dan 512×384 ondersteunde.
De Macintosh II was ook de eerste Macintosh die een andere processor uit de Motorola 68000-reeks gebruikte dan de Motorola 68000. Behalve de originele Macintosh II, die de lijn lanceerde met een Motorola 68020 geklokt op 16 MHz, gebruikte alle Macintosh II-modellen uitsluitend de Motorola 68030-processor, zelfs nadat de Motorola 68040 geïntroduceerd werd. De Motorola 68040-processor deed bij Apple pas zijn intrede bij de lancering van de Quadra 700 en 900, waarbij deze modellen gepositioneerd werden als high-end workstation voor grafische en wetenschappelijke toepassingen, terwijl de Macintosh II-familie gepositioneerd werd als een reguliere desktopcomputer.

## Nalatenschap
Tijdens zijn levensduur groeide de Macintosh II-serie uit tot een van de krachtigste personal computers van zijn tijd. Nadat de Macintosh II-serie vervangen werd door de Macintosh Centris en Quadra bleven de Macintosh LC- en Performa-families de 68030-technologie van de Macintosh II gebruiken lang nadat de 68040 op de markt verschenen was. Ook de PowerBook bleef de 68030 gebruiken tot in het Power Macintosh-tijdperk.

## Specificaties
|                             | II                        | IIx                        | IIcx                   | IIci                   | IIfx                   | IIsi                            | IIvi                            | IIvx                       |
| --------------------------- | ------------------------- | -------------------------- | ---------------------- | ---------------------- | ---------------------- | ------------------------------- | ------------------------------- | -------------------------- |
| Processor                   | Motorola 68020, 16 Mhz    | Motorola 68030, 16 Mhz     | Motorola 68030, 16 Mhz | Motorola 68030, 25 Mhz | Motorola 68030, 40 Mhz | Motorola 68030, 20 Mhz          | Motorola 68030, 16 Mhz          | Motorola 68030, 32 Mhz     |
| FPU                         | Motorola 68881            | Motorola 68882             | Motorola 68882         | Motorola 68882         | Motorola 68882         | geen (optionele Motorola 68882) | geen (optionele Motorola 68882) | Motorola 68882             |
| ROM-grootte                 | 256 kB                    | 256 kB                     | 256 kB                 | 512 kB                 | 512 kB                 | 512 kB                          | 1 MB                            | 1 MB                       |
| Databus                     | 32 bit                    | 32 bit                     | 32 bit                 | 32 bit                 | 32 bit                 | 32 bit                          | 32 bit                          | 32 bit                     |
| RAM-type                    | 8× 30-pin SIMM            | 8× 30-pin SIMM             | 8× 30-pin SIMM         | 8× 30-pin SIMM         | 8× 64-pin SIMM         | 4× 30-pin SIMM                  | 4× 30-pin SIMM                  | 4× 30-pin SIMM             |
| Standaard RAM-geheugen      | 1-4 MB                    | 1-4 MB                     | 1-4 MB                 | 1-4 MB                 | 4 MB                   | 2-3-5 MB                        | 4 MB                            | 4-5 MB                     |
| Maximum RAM-geheugen        | 128 MB                    | 128 MB                     | 128 MB                 | 128 MB                 | 128 MB                 | 65 MB                           | 68 MB                           | 68 MB                      |
| Videogeheugen               | 256-512 kB                | 256-512 kB                 | 256-512 kB             | 64-320 kB              | 256-512 kB             | 64-320 kB                       | 512 kB                          | 512 kB-1 MB                |
| Standaard harde schijf      | 0, 40 of 80 MB (SCSI)     | 40 of 80 MB (SCSI)         | 40 of 80 MB (SCSI)     | 40 of 80 MB (SCSI)     | 80 of 160 MB (SCSI)    | 40, 80 of 160 MB (SCSI)         | 40, 80, 160 of 400 MB (SCSI)    | 40, 80 of 230 MB (SCSI)    |
| Standaard optische schijf   | geen                      | geen                       | geen                   | geen                   | geen                   | geen                            | geen (optionele 2× CD-ROM)      | geen (optionele 2× CD-ROM) |
| Standaard diskettestation   | 1× of 2× 3,5 inch, 800 kB | 1× of 2× 3,5 inch, 1440 kB | 3,5 inch, 1440 kB      | 3,5 inch, 1440 kB      | 3,5 inch, 1440 kB      | 3,5 inch, 1440 kB               | 3,5 inch, 1440 kB               | 3,5 inch, 1440 kB          |
| Uitbreidingssleuven         | 6× NuBus                  | 6× NuBus                   | 3× NuBus               | 3× NuBus, cache PDS    | 6× NuBus, IIfx PDS     | PDS                             | 3× NuBus, PDS                   | 3× NuBus, PDS              |
| Type batterij               | 2× 3,6 volt Lithium       | 2× 3,6 volt Lithium        | 3,6 volt Lithium       | 3,6 volt Lithium       | 2× 3,6 volt Lithium    | 3,6 volt Lithium                | 3,6 volt Lithium                | 3,6 volt Lithium           |
| Ondersteunde systeemversies | 2.0 - 7.5.5               | 6.0.1 - 7.5.5              | 6.0.3 - 7.5.5          | 6.0.4 - 7.6.1          | 6.0.5 - 7.6.1          | 6.0.7 - 7.6.1                   | 7.1 - 7.6.1                     | 7.1 - 7.6.1                |
| Afmetingen (h×b×d)          | 14 × 47,5 × 36,6 cm       | 14 × 47,5 × 36,6 cm        | 14 × 30,2 × 36,6 cm    | 14 × 30,2 × 36,6 cm    | 4 × 47,5 × 36,6 cm     | 10,16 × 31,5 × 37,8 cm          | 15,2 × 33 × 41,9 cm             | 15,2 × 33 × 41,9 cm        |
| Gewicht                     | 10,9 kg                   | 10,9 kg                    | 6,2 kg                 | 6,2 kg                 | 10,9 kg                | 4,5 kg                          | 15,9 kg                         | 15,9 kg                    |
| Jaartal                     | 03/1987 tot 01/1990       | 09/1988 tot 10/1990        | 03/1989 tot 03/1991    | 09/1989 tot 02/1993    | 03/1990 tot 04/1992    | 10/1990 tot 03/1993             | 10/1992 tot 02/1993             | 10/1992 tot 10/1993        |

1. ↑  De ROM is "32-bit dirty".
2. ↑  De ROM is "32-bit dirty" en standaard ondersteunt de originele ROM van de Macintosh II slechts 8 MB RAM (1 MB SIMM's in elk van de acht slots). Met de FDHD-upgradekit kan het systeem 68 MB RAM ondersteunen (1 MB SIMM's in bank A en 16 MB SIMM's in bank B). Met 32-bit adressering en de MODE32-systeemuitbreiding kan 128 MB RAM ondersteund worden (16 MB SIMM's in alle acht slots).
3. ↑  Met 32-bit adressering en de MODE32-systeemuitbreiding kan 128 MB RAM ondersteund worden (16 MB SIMM's in alle acht slots).
4. 1 2  Met de  standaard NuBus-videokaart van Apple.
5. 1 2  Een deel van het standaard RAM-geheugen dat gebruikt wordt als framebuffer.
6. ↑  De optionele Apple NuBus adapter converteert het PDS-slot in een NuBus-slot en voegt ook een FPU toe aan het systeem.

## Fotogalerij

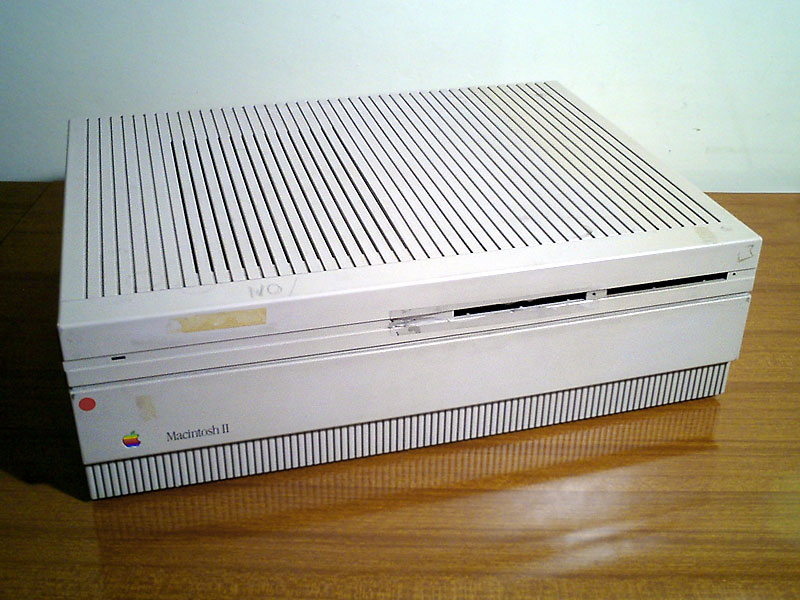
Macintosh II, het eerste model in de serie
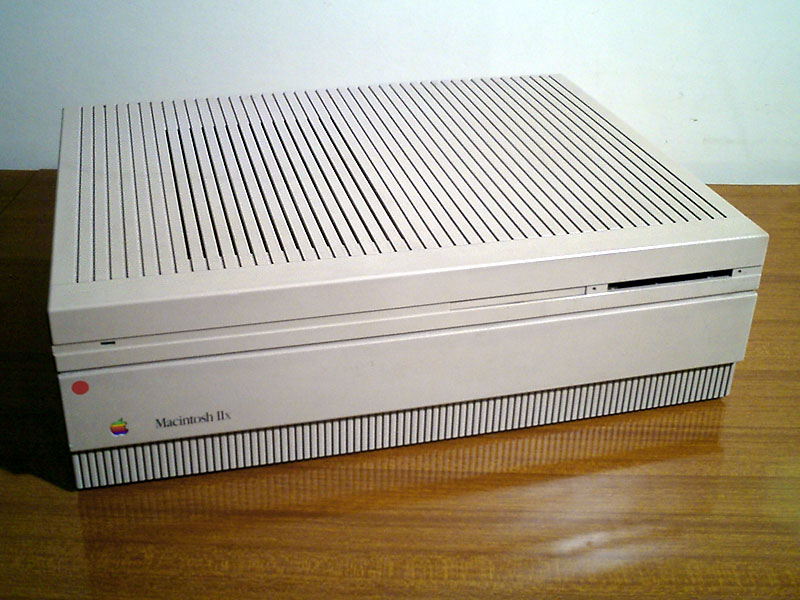
Macintosh IIx, een Macintosh II met een 68030-processor
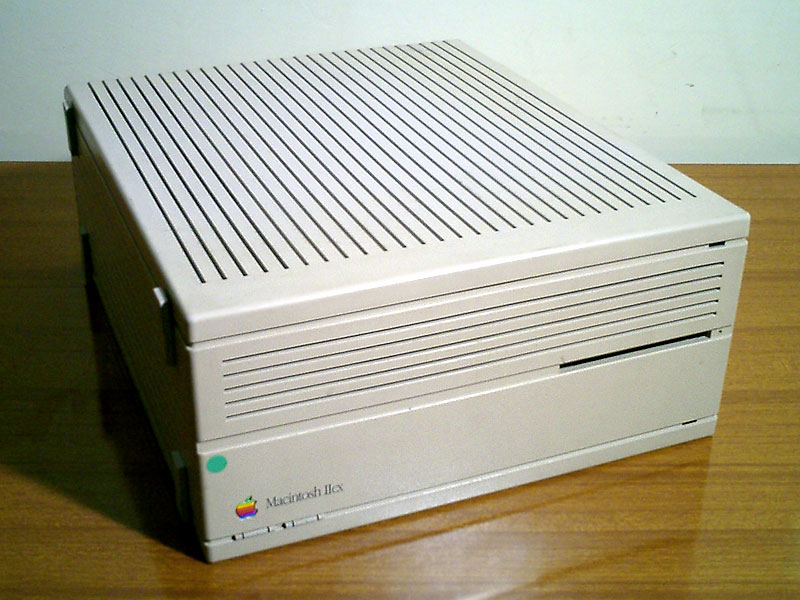
Macintosh IIcx, een compacte versie van de Macintosh IIx
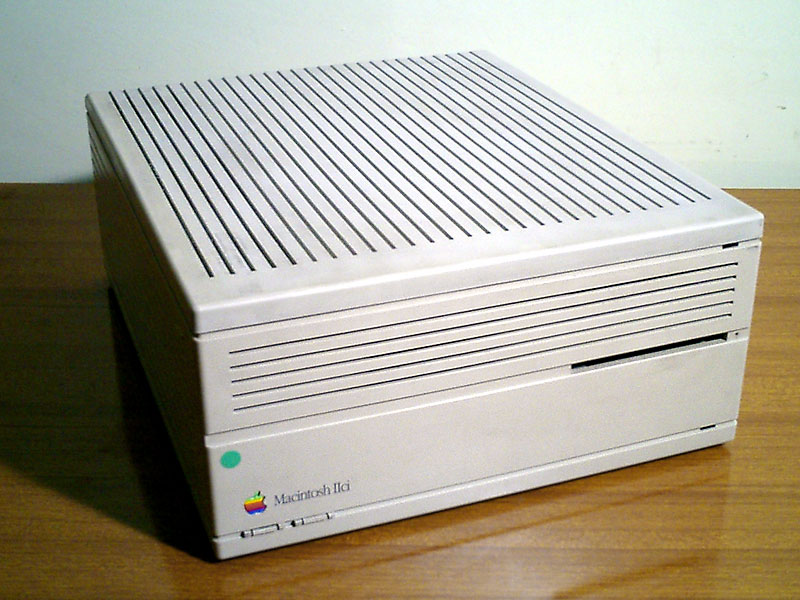
Macintosh IIci, het populairste en langstlopende model van de serie
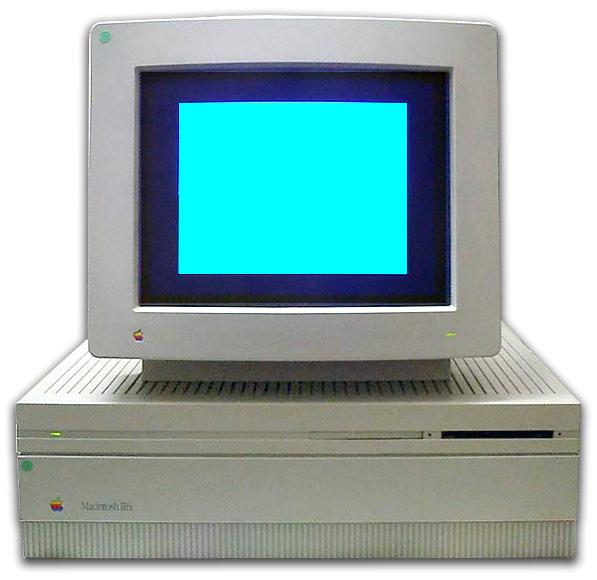
Macintosh IIfx, met zijn 40 MHz '030 was dit het snelste model van de serie
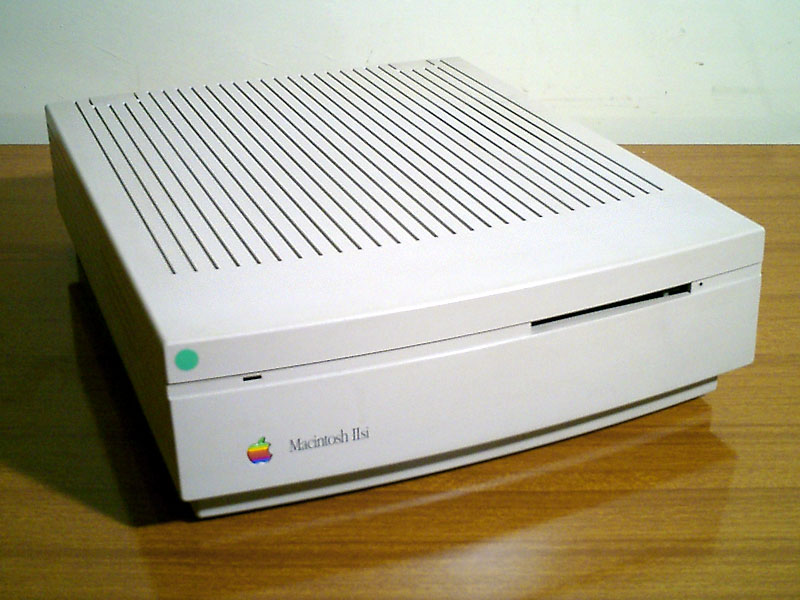
Macintosh IIsi, met een unieke behuizing die voor geen enkele andere Macintosh gebruikt werd
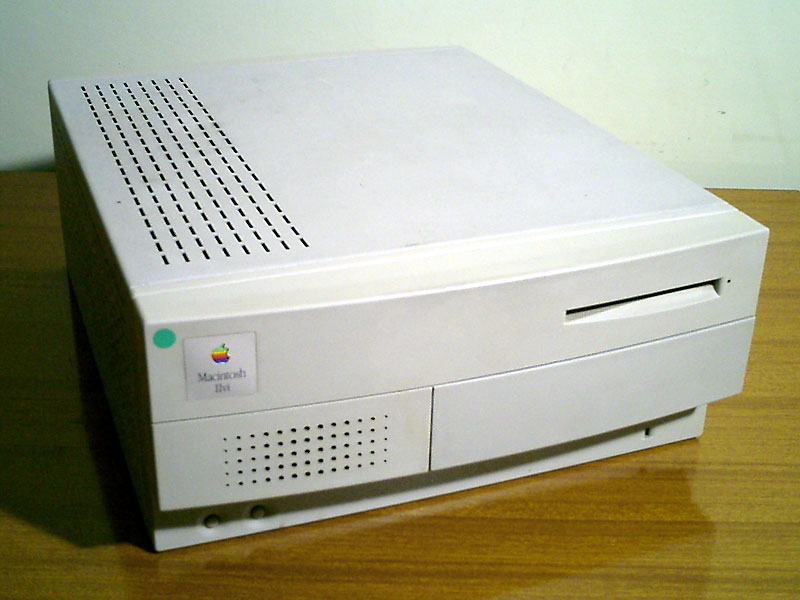
Macintosh IIvi, het model dat het snelst weer van de markt gehaald werd
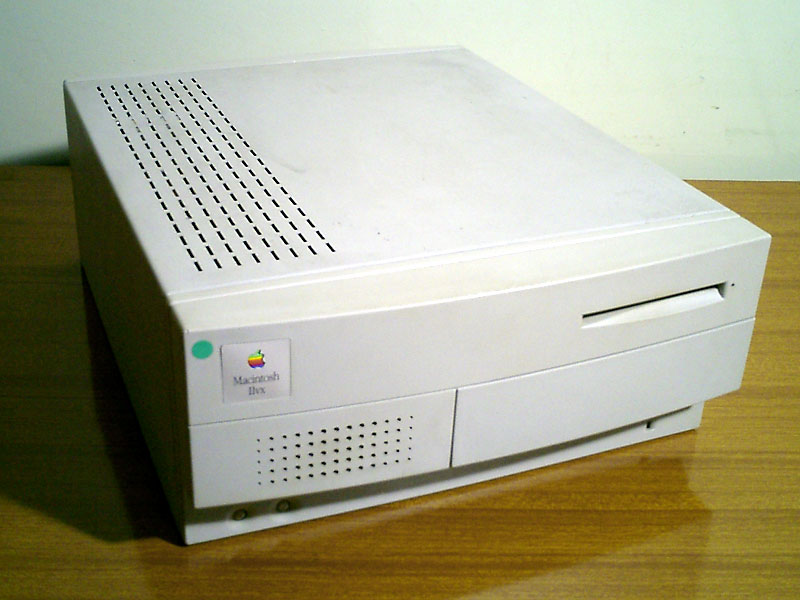
Macintosh IIvx, het allerlaatste model in de serie, de behuizing zou naderhand ook nog voor de Centris/Quadra 650 gebruikt worden

Uit productie: 1984: Macintosh 128K, Macintosh 512K · 1985: Macintosh XL · 1986: Macintosh Plus · 1987: Macintosh II, Macintosh SE · 1988: Macintosh IIx · 1989: Macintosh SE/30, Macintosh IIcx, Macintosh IIci, Macintosh Portable · 1990: Macintosh IIfx, Macintosh Classic, Macintosh IIsi, Macintosh LC serie · 1991: Macintosh Quadra 700, Macintosh Quadra 900, Apple PowerBook · Macintosh Classic II · 1992: Macintosh IIvx, Macintosh Quadra 950, PowerBook Duo, Macintosh Performa serie · 1993: Macintosh Centris serie, Macintosh Color Classic, Macintosh TV · Apple Workgroup Server · 1994: Power Macintosh · 1997: Power Macintosh G3, PowerBook G3, Twentieth Anniversary Macintosh · 1998: iMac · 1999: iBook, Power Mac G4 · 2000: Power Mac G4 Cube · 2001: PowerBook G4 · 2002: eMac, iMac G4 · 2003: Xserve, Power Mac G5 · 2004: iMac G5 · 2005: Mac mini · 2006: MacBook · 2015: MacBook (Retina) · 2017: iMac Pro

Huidige modellen: MacBook Air, MacBook Pro, iMac, Mac mini, Mac Studio, Mac Pro